# Giorgi Shelia
Bản mẫu:Eastern Slavic name
Giorgi Levanovich Shelia (tiếng Gruzia: გიორგი შელია; tiếng Nga: Гиорги Леванович Шелия; sinh ngày 11 tháng 12 năm 1988) là một cầu thủ bóng đá người Nga gốc Gruzia. Anh chơi ở vị trí thủ môn cho F.K. Ufa.

## Thống kê sự nghiệp

### Câu lạc bộ
Tính đến 13 tháng 5 năm 2018
| Câu lạc bộ             | Mùa giải            | Giải vô địch                | Giải vô địch | Giải vô địch | Cúp     | Cúp       | Châu lục | Châu lục  | Tổng cộng | Tổng cộng |
| Câu lạc bộ             | Mùa giải            | Hạng đấu                    | Số trận      | Bàn thắng    | Số trận | Bàn thắng | Số trận  | Bàn thắng | Số trận   | Bàn thắng |
| ---------------------- | ------------------- | --------------------------- | ------------ | ------------ | ------- | --------- | -------- | --------- | --------- | --------- |
| F.K. Dynamo Bryansk    | 2007                | FNL                         | 0            | 0            | 0       | 0         | –        | –         | 0         | 0         |
| F.K. Dynamo Bryansk    | 2008                | FNL                         | 11           | 0            | 1       | 0         | –        | –         | 12        | 0         |
| F.K. Dynamo Bryansk    | 2009                | Dự bị (amateur)             | –            | –            | –       | –         | –        | –         | –         | –         |
| F.K. Dynamo Bryansk    | 2010                | FNL                         | 22           | 0            | 1       | 0         | –        | –         | 23        | 0         |
| F.K. Dynamo Bryansk    | 2011–12             | FNL                         | 3            | 0            | 1       | 0         | –        | –         | 4         | 0         |
| F.K. Dynamo Bryansk    | Tổng cộng           | Tổng cộng                   | 36           | 0            | 3       | 0         | 0        | 0         | 39        | 0         |
| FC Baltika Kaliningrad | 2012–13             | FNL                         | 11           | 0            | 0       | 0         | –        | –         | 11        | 0         |
| FC Baltika Kaliningrad | 2013–14             | FNL                         | 16           | 0            | 0       | 0         | –        | –         | 16        | 0         |
| FC Baltika Kaliningrad | 2014–15             | FNL                         | 21           | 0            | 1       | 0         | –        | –         | 22        | 0         |
| FC Baltika Kaliningrad | Tổng cộng           | Tổng cộng                   | 48           | 0            | 1       | 0         | 0        | 0         | 49        | 0         |
| FC Yenisey Krasnoyarsk | 2015–16             | FNL                         | 24           | 0            | 2       | 0         | –        | –         | 26        | 0         |
| F.K. Ufa               | 2015–16             | Giải bóng đá ngoại hạng Nga | 12           | 0            | 1       | 0         | –        | –         | 13        | 0         |
| F.K. Ufa               | 2016–17             | Giải bóng đá ngoại hạng Nga | 11           | 0            | 2       | 0         | –        | –         | 13        | 0         |
| F.K. Ufa               | 2017–18             | Giải bóng đá ngoại hạng Nga | 0            | 0            | 1       | 0         | –        | –         | 1         | 0         |
| F.K. Ufa               | Tổng cộng           | Tổng cộng                   | 23           | 0            | 4       | 0         | 0        | 0         | 27        | 0         |
| Tổng cộng sự nghiệp    | Tổng cộng sự nghiệp | Tổng cộng sự nghiệp         | 131          | 0            | 10      | 0         | 0        | 0         | 141       | 0         |